# 2013年中国西南特大暴雨

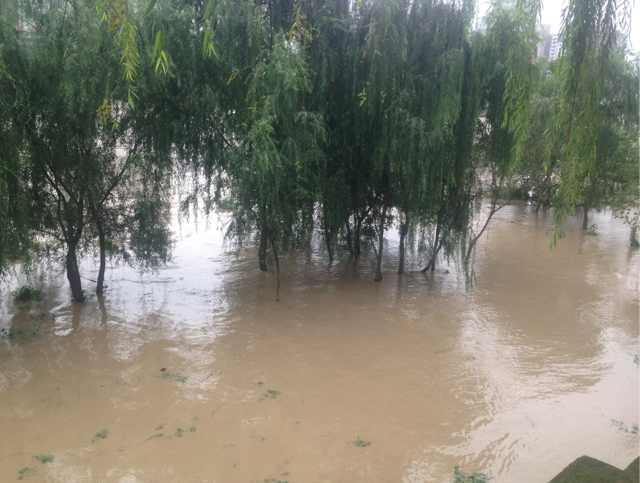
2013年四川省特大暴雨，摄于绵阳安昌河畔

2013年中国西南特大暴雨是指2013年7月上旬中国西南地区的特大水灾，受影响地区有中国华北南部、黄淮、江淮、四川盆地、江南西北部、贵州北部及西北地区东南部，尤其是四川省多个县市出现特大暴雨，截至7月8日，已造成全国46人死亡、166人失踪。由于大雨造成的洪水侵袭，已经造成21省市284个县674.9万人受灾。

## 降雨及洪水
从2013年7月6日至7日开始的强降雨影响了中国20个省份，并造成600多万人受灾。 其中西南地区的灾情最严重，是50年来最强降雨。7月8日至9日，在四川都江堰已测得940毫米的雨量，是自1954年来的最大值。 大雨不仅带来了严重的洪灾，摧毁了房屋和桥梁，还引发多处塌方，导致数十人被埋。
四川的多山地区损失最严重。北川县前县城曲山因汶川大地震而遭弃置。原本规划该镇为地震遇难者纪念地，并建设北川国家地震遗址博物馆。由于此次暴雨，该镇淹没于七米深的水中，洪水流量达每秒6600立方米，为自1954年有记录以来的最大流量。7月9日，通口河上一座桥梁垮塌，6辆汽车坠入河中，至少12人失踪，生死未卜。 该桥梁因地震受损，几天前方才修复并投入使用。四川省内另有两座桥梁垮塌，但并没有人员伤亡报道。
在都江堰市，泥石流席卷2平方公里，掩埋了11所民居和许多度假别墅。截止7月11日早些时候，有16人遇难，117人失踪。由于电话线路被切断，幸存者只能徒步前往附近政府办公场所求助。7月10日晚些时候，又一场泥石流将约2000人、困于都江堰至汶川的隧道中。截止10日傍晚，所有被困者均已获救。在阿坝，泥石流造成3人遇难，12人失踪。
暴雨使四川全省有22万多人被迫撤离，约300所民居被毁。截止7月11日，四川已有31人确认遇难，166人失踪。
在云南绥江，暴雨造成4人遇难，5280所民居被毁，农村地区学校停课。7月9日，山西寿阳一座未建造完成的工矿建筑坍塌，12民工人遇难。北京城外3人因困于汽车内而溺亡，北京市区、内蒙古和甘肃亦有人遇难。
7月11日，官方统计暴雨共造成46人遇难，上百人失踪。四川另有60人失踪。
7月13日凌晨，雅安市石棉县发生百年不遇的特大山洪，造成交通、电力、通讯多处中断，各个乡镇不同程度受灾。但目前并无人员伤亡消息。

## 外部連結
- 新浪專題（页面存档备份，存于）
- 網易專題（页面存档备份，存于）
- 騰訊專題（页面存档备份，存于）
- 鳳凰網專題（页面存档备份，存于）
- 中國天氣網專題（页面存档备份，存于）